# David Hilbert
David Hilbert, nemški matematik, * 23. januar 1862, Wehlau blizu Königsberga, Prusija (sedaj Znamensk pri Kaliningradu, Rusija), † 14. februar 1943, Göttingen, Nemčija.
David Hilbert je bil nemški matematik in filozof matematike ter eden najvplivnejših matematikov 19. stoletja in začetka 20. stoletja.
Odkril in razvil je širok nabor temeljnih idej, vključno z invariantno teorijo, variacijskim računom, komutativno algebro, algebrsko teorijo števil, osnovami geometrije, spektralno teorijo operatorjev in njeno uporabo v integralnih enačbah, matematično fiziko in temelji matematike (zlasti teorijo dokazov). Sprejel in zagovarjal je Cantorjevo teorijo množic in transfinitna števila. Leta 1900 je predstavil zbirko problemov, ki so začrtali smer matematičnih raziskav 20. stoletja.
Hilbert in njegovi učenci so prispevali k vzpostavitvi strogosti in razvili pomembna orodja, ki se uporabljajo v sodobni matematični fiziki. Bil je soustanovitelj teorije dokazov in matematične logike.

## Življenje

### Zgodnje življenje in izobrazba
David Hilbert, prvi od dveh otrok in edini sin okrožnega sodnika Otta in Marije Terezije Hilbert (rojene Erdtmann), hčere trgovca, se je rodil v provinci Prusiji v Kraljevini Prusiji, bodisi v Königsbergu (po lastni izjavi) bodisi v Wehlauu (od leta 1946 znanem kot Znamensk) blizu Königsberga, kjer je njegov oče delal v času njegovega rojstva. Njegov dedek po očetovi strani je bil David Hilbert, sodnik in tajni svetnik. Njegova mati Maria se je zanimala za filozofijo, astronomijo in praštevila, oče Otto pa ga je učil pruskih vrlin. Ko je njegov oče postal mestni sodnik, se je družina preselila v Königsberg. Ko je bil star šest let, je dobil mlajšo sestro Elise. Šolanje je začel pri osmih letih, dve leti pozneje od običajne začetne starosti.
Konec leta 1872 se je Hilbert vpisal na gimnazijo Friedrichskolleg (Collegium fridericianum, isto šolo, ki jo je 140 let prej obiskoval Immanuel Kant), vendar se je po nesrečnem obdobju prepisal (konec leta 1879) na bolj znanstveno usmerjeno gimnazijo Wilhelm in na njej (v začetku leta 1880) tudi diplomiral. Po diplomi jeseni 1880 se je Hilbert vpisal na Univerzo v Königsbergu, imenovano Albertina. V začetku leta 1882 se je Hermann Minkowski (dve leti mlajši od Hilberta in prav tako domačin iz Königsberga, ki je tri semestre obiskoval v Berlinu) vrnil v Königsberg in se vpisal na univerzo. Hilbert je s sramežljivim in nadarjenim Minkowskim razvil vseživljenjsko prijateljstvo.

### Kariera
Leta 1884 je iz Göttingena kot izredni profesor prišel Adolf Hurwitz. Začela se je intenzivna in plodna znanstvena izmenjava med njim, Minkowskim in Hilbertom, zlasti slednja pa sta v različnih obdobjih svoje znanstvene kariere medsebojno vplivala drug na drugega. Hilbert je doktoriral leta 1885 z disertacijo, ki jo je napisal pod mentorstvom Ferdinanda von Lindemanna, z naslovom Über invariante Eigenschaften spezieller binärer Formen, insbesondere der Kugelfunktionen (O invariantnih lastnostih posebnih binarnih oblik, zlasti sferičnih harmoničnih funkcij).
Hilbert je ostal na Univerzi v Königsbergu kot višji predavatelj od leta 1886 do 1895. Leta 1895 je na posredovanje Felixa Kleina dobil mesto profesorja matematike na Univerzi v Göttingenu. V Kleinovih in Hilbertovih letih je Göttingen postal vodilna institucija v matematičnem svetu. Tam je ostal do konca svojega življenja.

### Göttingenska šola
Med Hilbertovimi študenti so bili Hermann Weyl, šahovski prvak Emanuel Lasker, Ernst Zermelo in Carl Gustav Hempel. Njegov asistent je bil John von Neumann. Na univerzi v Göttingenu je bil Hilbert obkrožen z družabnim krogom nekaterih najpomembnejših matematikov 20. stoletja, kot sta Emmy Noether in Alonzo Church.
Med njegovimi 69-imi doktorskimi študenti v Göttingenu je bilo veliko takih, ki so kasneje postali znani matematiki, med njimi (z datumom disertacije): Otto Blumenthal (1898), Felix Bernstein (1901), Hermann Weyl (1908), Richard Courant (1910), Erich Hecke (1910), Hugo Steinhaus (1911) in Wilhelm Ackermann (1925). Med letoma 1902 in 1939 je bil Hilbert urednik revije Mathematische Annalen, vodilne matematične revije tistega časa. Leta 1907 je bil izvoljen za mednarodnega člana Nacionalne akademije znanosti Združenih držav Amerike.

### Zasebno življenje
Leta 1892 se je Hilbert poročil s Käthe Jerosch (1864–1945), hčerko königsberškega trgovca, ''odkrito mlado damo z neodvisnostjo duha, ki se je ujemala s [Hilbertovo]''. V Königsbergu se jima je rodil edini otrok, Franz Hilbert (1893–1969). Franz je vse življenje trpel za duševnimi boleznimi in po sprejemu v psihiatrično kliniko je Hilbert dejal: »Od zdaj naprej se moram imeti za nekoga, ki nima sina.« Njegov odnos do Franza je Käthe povzročal veliko žalosti.
Hilbert je matematika Hermanna Minkowskega označil za svojega ''najboljšega in najzvestejšega prijatelja.''
Hilbert je bil krščen in vzgojen kot kalvinist v pruski evangeličanski cerkvi. Kasneje je zapustil Cerkev in postal agnostik. Trdil je tudi, da je matematična resnica neodvisna od obstoja Boga ali drugih apriornih predpostavk. Ko so Galilea Galilea kritizirali, ker ni uspešno zagovarjal svojih prepričanj o heliocentrični teoriji, je Hilbert ugovarjal: »Toda [Galileo] ni bil idiot. Samo idiot lahko verjame, da znanstvena resnica potrebuje mučeništvo; to je morda potrebno v religiji, vendar se znanstveni rezultati sčasoma sami dokažejo.«

## Delo
Ukvarjal se je s teorijo števil, matematično fiziko in teorijo relativnosti, uredil je aksiome evklidske geometrije in jih naštel vsega 20.
Leta 1900 je na Mednarodnem matematičnem kongresu v Parizu zastavil 23 nerešenih problemov. Petnajst let pozneje (1915) je prišel do podobne enačbe gravitacijskega polja kot Einstein po njegovem zgledu in strogi matematični izpeljavi.